# Krusatodon
Krusatodon kirtlingtonensis
Genre
Espèce
Krusatodon est un genre éteint de mammaliaformes docontes ayant vécu durant le Jurassique moyen dans ce qui est actuellement le Royaume-Uni. Une seule espèce est connue, Krusatodon kirtlingtonensis, décrite officiellement en 2003 par la paléontologue française Denise Sigogneau-Russell à partir de restes provenant de la formation de Forest Marble (en) situé dans la localité de Kirtlington (endroit d'où vient son épithète spécifique), en Angleterre, et également d'une seule molaire découvert dans la formation de Kilmaluag (en) sur l'Île de Skye, en Écosse.
Krusatodon n'est connu que d'une poignée de molaires individuelles, mais comme tous les docodontes, ces dents ont des cuspides plus complexes que d'autres groupes de mammaliaformes basaux. Le nom générique Krusatodon rend hommage au paléontologue Dr. Georg Krusat, qui a mené d'importantes recherches sur les docodontes.